# Alfred Aberdam
Alfred Aberdam (ur. 14 maja 1894 we Lwowie, zm. 3 grudnia 1963 w Paryżu) – polski malarz, członek grupy Plastycy Nowocześni.

## Życiorys
Studia artystyczne rozpoczął w Akademii Monachijskiej. W trakcie I wojny światowej został powołany do armii austriackiej i dostał się do niewoli rosyjskiej. Przebywał w obozie dla jeńców wojennych na Syberii. W 1921 wrócił do Polski i rozpoczął studia w Akademii Sztuk Pięknych w Krakowie u profesora Teodora Axentowicza. Studia kontynuował w Berlinie w pracowni Aleksandra Archipenki, gdzie spotkał się z Zygmuntem Menkesem i Joachimem Weingartem.
Po ukończonych studiach wyjechał do Paryża, gdzie brał udział w licznych wystawach, m.in. Salonach paryskich (Niezależnych i Tuileries), Wystawie Polskiej Sztuki Nowoczesnej w Galerii Éditions Bonaparte w 1929. W tej ostatniej zorganizował wystawę indywidualną w 1931. W 1932 miał wystawy we Lwowie i Warszawie. Od 1933 należał do grupy Plastycy Nowocześni. W 1935 brał udział w wystawie polskich artystów tworzących we Francji w paryskiej Galerie des Beaux-Arts. Po II wojnie światowej wystawy indywidualne miał między innymi w Paryżu (1952), Londynie (1961), Tel-Awiwie (1962). W 1970 w genewskim Petit Palais urządzono wystawę retrospektywną.